# Диана ди Кордона
Диàна ди Кордòна (на италиански: Diana di Cordona, * 1499, † сл. 1550) е метреса на Зигмунт II Август, крал на Полша, и на Чезаре I Гондзага, граф на Гуастала и херцог на Амалфи.

## Биография
Тя е придворна дама на кралицата на Полша Бона Сфорца. Пристигайки в Полша, се установява на улица „Флорианска“ в Краков, където се среща с крал Зигмунт II Август (* 1520, † 1572). Начинът на живот на Даяна е бурен, весел и жизнен, отличаващ се с веселие и многобройни скандали. Според съвременници тя заразява краля със сифилис. След  сватбата му с Елизабет Австрийска  през 1543 г. тя е принудена да напусне Полша.
Връщайки се в Италия, тя става метреса на Чезаре I Гонзага (* 1536, † 1575), херцог на Амалфи и граф на Гуастала. През 1550 г. връзката им приключва и Диана отива в Сицилия, след което следите ѝ се губят.